# Spilosoma flavoabdomina
Spilosoma flavoabdomina là một loài bướm đêm thuộc phân họ Arctiinae, họ Erebidae.